# Eleccions al Consell General d'Andorra de 2001
Les eleccions al Consell General d'Andorra de 2001 es van celebrar el 4 de març.

## Sistema electoral
Les eleccions al Consell General es regeixen per un principi de vot paral·lel. Cada elector ha d'emetre dos vots en dues urnes diferenciades: Un vot és per a una llista tancada d'àmbit nacional amb catorze candidats, i es diposita en una urna blava. L'altre vot és a una llista tancada d'àmbit local (la seva parròquia) amb dos candidats, i es diposita en una urna blanca. Una mateixa persona no pot aparèixer com a candidata a una llista nacional i una de parroquial, ni tampoc en dues parròquies diferents.
S'elegeixen vint-i-vuit consellers generals amb el sistema següent:
- Catorze consellers representen les set parròquies d'Andorra. A cadascuna d'aquestes, els dos candidats de la llista local més votada són els elegits, seguint el sistema de representació majoritària.[3]
- Catorze consellers es reparteixen de forma proporcional a partir dels vots que reben les llistes nacionals. Les llistes que superen la barrera electoral de la catorzena part dels vots vàlids (un 7,14%) reben un nombre d'escons assignat segons la regla del major residu.[4]

Un cop s'ha escollit la composició del parlament andorrà, el Consell General ha de triar el cap de Govern amb majoria. El cap de Govern ha de ser l'un dels caps de llista de cadascun dels partits polítics que s'han presentat en la circumscripció nacional. En aquest sentit, el parlament vota lliurement. Tot i així, la dinàmica dels partits fa que el cap de Govern escollit sigui normalment aquell que ha obtingut majoria al parlament, acumulant els vots en la circumscripció nacional i en la parroquial. Un cop escollit el cap de Govern, aquest és el que decideix qui ha de ser ministre. Els ministres són aquells que normalment s'havien presentat a les eleccions com a equip de treball del partit.

## Candidatures
A nivell nacional, es van presentar tres candidatures:
- Partit Socialdemòcrata, amb Jaume Bartumeu de cap de llista.
- Partit Demòcrata, amb Jordi Mas de cap de llista.
- Partit Liberal d'Andorra, amb Marc Forné de cap de llista.

A nivell parroquial, les candidatures es van distribuir de la següent manera:
- El Partit Liberal d'Andorra va presentar candidatura a totes les parròquies tret de Sant Julià de Lòria.
- El Partit Socialdemòcrata va presentar candidatura a Encamp, La Massana, Andorra la Vella i Escaldes-Engordany.
- El Partit Demòcrata va presentar candidatura a totes les parròquies excepte Canillo i Sant Julià de Lòria.
- A Canillo s'hi va presentar Unió pel Progrés.
- A Sant Julià de Lòria s'hi va presentar Unió Laurediana i l'Agrupació Independent de Sant Julià.

## Resultats

### Totals
|                                                                 |                                  |                  |                  |                  |                |                |                |               |     |  |
| Partit                                                          | Partit                           | Circ. parroquial | Circ. parroquial | Circ. parroquial | Circ. nacional | Circ. nacional | Circ. nacional | Escons totals | +/- |  |
| Partit                                                          | Partit                           | Vots             | %                | Escons           | Vots           | %              | Escons         | Escons totals | +/- |  |
|                                                                 | Partit Liberal d'Andorra         | 3.884            | 35,7             | 8                | 4.739          | 46,18          | 7              | 15            | -1  |  |
|                                                                 | Partit Socialdemòcrata           | 2.392            | 22,0             | 2                | 3.083          | 30,04          | 4              | 6             | Nou |  |
|                                                                 | Partit Demòcrata                 | 2.247            | 20,6             | 2                | 2.441          | 23,78          | 3              | 5             | Nou |  |
|                                                                 | Unió Laurediana                  | 813              | 7,9              | 2                | –              | –              | 0              | 2             | Nou |  |
|                                                                 | Agrupació Independent Sant Julià | 644              | 6,3              | 0                | –              | –              | 0              | 0             | Nou |  |
|                                                                 | Unió pel Progrés                 | 233              | 2,3              | 0                | –              | –              | 0              | 0             | Nou |  |
| Vots en blanc i nuls                                            | Vots en blanc i nuls             | 672              | –                | –                | 626            | –              | –              | –             | –   |  |
| Total                                                           | Total                            | 10.885           | 100              | 14               | 10.889         | 100            | 14             | 28            | 0   |  |
| Cens/participació                                               | Cens/participació                | 13.342           | 81,6             | –                | 13.342         | 81,6           | –              | –             | –   |  |
| Font: Eleccions a Andorra Arxivat 2015-09-23 a Wayback Machine. |                                  |                  |                  |                  |                |                |                |               |     |  |

### Per parròquies
| Parròquia                                                       | Circumscripció parroquial | Circumscripció parroquial | Circumscripció parroquial | Circumscripció parroquial | Circumscripció parroquial | Circumscripció parroquial |
| Parròquia                                                       | PLA                       | PS                        | PD                        | UL                        | AISJ                      | UpP                       |
| --------------------------------------------------------------- | ------------------------- | ------------------------- | ------------------------- | ------------------------- | ------------------------- | ------------------------- |
| Canillo                                                         | 51,6                      | –                         | –                         | –                         | –                         | 48,4                      |
| Encamp                                                          | 36,6                      | 40,6                      | 22,8                      | –                         | –                         | –                         |
| Ordino                                                          | 56,5                      | –                         | 43,5                      | –                         | –                         | –                         |
| La Massana                                                      | 39,2                      | 16,8                      | 44,0                      | –                         | –                         | –                         |
| Andorra la Vella                                                | 40,1                      | 33,8                      | 26,1                      | –                         | –                         | –                         |
| Sant Julià de Lòria                                             | –                         | –                         | –                         | 55,8                      | 44,2                      | –                         |
| Escaldes-Engordany                                              | 52,6                      | 28,0                      | 19,3                      | –                         | –                         | –                         |
| Total                                                           | 35,7                      | 22,0                      | 20,6                      | 7,9                       | 6,3                       | 2,3                       |
| Font: Eleccions a Andorra Arxivat 2015-09-23 a Wayback Machine. |                           |                           |                           |                           |                           |                           |

### Consellers elegits
| PLA | PS | PD | UL                                                                 |
| Nacional 1. Marc Forné Molné 2. Francesc Areny Casal 3. Jordi Daban Alsina 4. Roc Rossell Dolcet 5. Càndid Naudi Mora 6. Josep Àngel Mortés Pons 7. Antoni Riberaygua Sasplugas Canillo 1. Josep Areny Fité 2. Daniel Mateu Melción Ordino 1. Olga Adellach Coma 2. Emili Prats Grau Andorra la Vella 1. Pere Cervós Cardona 2. Marcel Llovera Massana Escaldes-Engordany 1. Antoni Martí Petit 2. Guillem Valdés Alemany | Nacional 1. Jaume Bartumeu Cassany 2. Francesc Rodríguez Rossa 3. Francesc Casals Pantebre 4. Esteve López Montanya Encamp 1. Josep Dallerès Codina 2. Miquel Alís Font | Nacional 1. Jordi Mas Torres 2. Joan Monegal Blasi 3. Patrick García Ricart La Massana 1. Olga Forné Angrill 2. Josep Garrallà Rossell | Sant Julià de Lòria 1. Marc Pintat Forné 2. Miquel Àlvarez Marfany |
| Font: Eleccions d'Andorra | | |                                                                    |